# Johannes Bastgen
Johannes Bastgen (* 6. November 1947 in Neuerburg; † 11. März 2012 in Blerichen) war ein römisch-katholischer Priester und Kölner Domdechant.
Bastgen wuchs in Bedburg auf und legte an einem Gymnasium in Bergheim die Abiturprüfung ab. Nach seinem Theologiestudium in Bonn, Trier und Köln wurde er am 14. Juni 1972 mit 17 weiteren Kandidaten im Kölner Dom vom Erzbischof Joseph Kardinal Höffner zum Priester geweiht. Anschließend war er Kaplan an St. Gereon in Monheim. 1977 wurde er nach St. Paulus in Düsseldorf versetzt, wo der spätere Kölner Dompropst Bernard Henrichs Pfarrer und Stadtdechant war.
Seit 1980 wurde er Stadtjugendseelsorger in Düsseldorf und 1983 Pfarrer der Gemeinde Herz Jesu in Euskirchen. Nachdem er 1989 Dechant des Dekanats Euskirchen geworden war, wurde er 1991 auch Kreisdechant für das Kreisdekanat Euskirchen. 1993 zum Monsignore erhoben, übernahm Johannes Bastgen im Generalvikariat Köln die Leitung der Abteilung Einsatz Pastorale Dienste und wurde 1996 Leiter der Hauptabteilung Seelsorge-Personal, war somit Personalchef für alle pastoralen Dienste im Erzbistum Köln (Priester, Diakone, Pastoral- und Gemeindereferenten). 1996 erhielt er die Ernennung zum Päpstlichen Ehrenprälaten.
Von 2002 bis 2003 war Johannes Bastgen stellvertretender Generalvikar im Erzbistum Köln. 2003 ernannte ihn Kardinal Joachim Meisner zum Domdechanten und Dompfarrer am Kölner Dom sowie zum Stadtdechanten in Köln. Ab 2004 war er Vorsitzender des Caritasrates im Caritasverband für die Stadt Köln.
Prälat Johannes Bastgen starb nach längerer Krankheit am 11. März 2012 und wurde nach einem von Kardinal Meisner und dem Kölner Domkapitel zelebrierten Pontifikalrequiem am 20. März 2012 auf dem Kölner Domherrenfriedhof beigesetzt.